# I Love Rock ’n’ Roll
I Love Rock ’n’ Roll (Originalschreibweise I Love Rock ’n Roll, englisch für ‚Ich liebe Rock ’n’ Roll‘) ist ein Lied der britischen Popband Arrows aus dem Jahr 1975. Bekanntheit erlange das Lied insbesondere durch die kommerziell erfolgreichen Coverversionen von Joan Jett & the Blackhearts (1981) und Britney Spears (2001).

## Entstehung und Veröffentlichung
Geschrieben wurde das Lied gemeinsam von den beiden Arrows-Mitgliedern Jake Hooker und Alan Merrill. Die beiden schrieben das Lied im Jahr 1975 als Antwort auf It’s Only Rock ’n’ Roll (But I Like It) (englisch für ‚Es ist bloß Rock ’n’ Roll, aber ich mag es.‘) vom gleichnamigen Album der Rolling Stones. Hooker glaubte zwar, dass der Titel nicht abfällig gemeint sei, wollte aber mit der Zeile I Love Rock ’n’ Roll seine Sicht dieser Musikrichtung darstellen. In dem festen Glauben, einen Hit geschrieben zu haben, präsentierten Hooker und Merrill ihrem Produzenten Mickie Most von RAK Records den Titel. Dieser allerdings war von dem Lied nicht überzeugt und ließ es die Band während einer Mittagspause aufnehmen. 
Die Erstveröffentlichung von I Love Rock ’n’ Roll erfolgte als Single am 9. Mai 1975 bei RAK Records. Diese erschien als 7″-Single mit der B-Seite Broken Down Heart (Katalognummer: 205). Die Single erschien am selben Tag, mit der gleichen Katalognummer, auch mit getauschter Titelliste, sodass Broken Down Heart die A-Seite und I Love Rock ’n’ Roll die B-Seite ist. Die erste Singleausführung erschien in einer schlechten Aufnahmequalität. Überzeugt vom Potenzial des Liedes, nahmen die Arrows eine zweite Version im Granada Television Studio auf. Jedoch gelang auch mit der zweiten Version nicht der kommerzielle Durchbruch.
Das Lied erschien nicht als regulärer Albumtitel und erschien erstmals am 5. Juni 2000, auf der Kompilation First Hit (Remastered) (Katalognummer: Repertoire REP 4865), als Teil eines Albums der Band. Am 1. Dezember 2004 wurde die Single neu aufgelegt und erschien als 2-Track-CD-Single mit der B-Seite Movin’ Next Door to You (Katalognummer: RAK SRAK-CD205).

## Coverversion von Joan Jett & the Blackhearts
Den ersten Versuch, eine Coverversion des Liedes aufzunehmen, unternahm Joan Jett mit der Band The Runaways. Zwar hatte sie das Einverständnis von Hooker eingeholt, konnte aber die anderen Bandmitglieder nicht davon überzeugen, es aufzunehmen. Nach der Auflösung der Runaways kam es zu Kontakten mit Steve Jones und Paul Cook von den Sex Pistols. Mit ihnen nahm sie ihre erste Version von I Love Rock ’N’ Roll auf, die 1979 als B-Seite der Single You Don’t Own Me von Vertigo Records ausschließlich in den Niederlanden veröffentlicht wurde. Nachdem Jett 1980 in die USA zurückgekehrt war und ihre Begleitband The Blackhearts formiert hatte, nahm sie das Lied erneut auf. 1981 erschien das gleichnamige Album, und das Stück wurde als Single ausgekoppelt. Diese verkaufte sich über eine Million Mal, erreichte Platin-Status und hielt sich ab dem 20. März 1982 sieben Wochen auf Platz 1 der amerikanischen Popcharts.
Die Version von 1981 wurde auf Platz 89 in der Liste der „100 Greatest Guitar Songs“ der Musikzeitschrift Rolling Stone aufgenommen. Zur Begründung erläutert das Magazin: „With the first primal power chord, Jett obliterated her image as a teenage girl-group novelty in the Runaways. The squealing riffs matched her new leather-clad tough-girl image and made her case as one of the fiercest female guitarists of all time.“ („Bereits mit dem ersten urtümlichen Power-Akkord radierte Jett ihr Teenager- und Mädchengruppen-Image mit den Runaways radikal aus. Die kreischenden Riffs passten zu ihrem neuen Image als hartem Ledermädchen und begründeten ihre Rolle als eine der schärfsten Gitarristinnen aller Zeiten.“)

### Chartplatzierungen
| ChartsChartplatzierungen       | Höchstplatzierung | Wochen/ Monate |
| ------------------------------ | ----------------- | -------------- |
| Deutschland (GfK)              | 6 (23 Wo.)        | 23 Wo.         |
| Österreich (Ö3)                | 4 (2,5 Mt.)       | 2,5 Mt.        |
| Schweiz (IFPI)                 | 3 (11 Wo.)        | 11 Wo.         |
| Vereinigte Staaten (Billboard) | 1 (20 Wo.)        | 20 Wo.         |
| Vereinigtes Königreich (OCC)   | 4 (11 Wo.)        | 11 Wo.         |

| ChartsJahrescharts (1982)      | Platzierung |
| ------------------------------ | ----------- |
| Deutschland (GfK)              | 34          |
| Vereinigte Staaten (Billboard) | 3           |

### Auszeichnungen für Musikverkäufe
| Land/Region                  | Auszeichnungen für Musikverkäufe (Land/Region, Auszeichnung, Verkäufe) | Verkäufe  |
| ---------------------------- | ---------------------------------------------------------------------- | --------- |
| Dänemark (IFPI)              | Gold                                                                   | 45.000    |
| Deutschland (BVMI)           | Gold                                                                   | 300.000   |
| Frankreich (SNEP)            | Silber                                                                 | 125.000   |
| Italien (FIMI)               | Gold                                                                   | 50.000    |
| Kanada (MC)                  | 2× Platin · + Gold (Digital)                                           | 240.000   |
| Neuseeland (RMNZ)            | Gold                                                                   | 10.000    |
| Spanien (Promusicae)         | Gold                                                                   | 30.000    |
| Vereinigte Staaten (RIAA)    | Platin                                                                 | 2.000.000 |
| Vereinigtes Königreich (BPI) | Gold                                                                   | 400.000   |
| Insgesamt                    | 1× Silber · 7× Gold · 3× Platin ·                                      | 2.960.000 |

## Coverversion von Britney Spears
Britney Spears veröffentlichte 2001 eine Coverversion auf ihrem Album Britney; das Lied wurde Mitte 2002 außer in den USA als Single veröffentlicht. Die Version von Spears erreichte in mehreren Ländern die Top 10, so etwa in Deutschland Platz 7 und im Vereinigten Königreich Platz 13 mit 51.000 verkauften Tonträgern. Spears sang dieses Lied auch im Film Not a Girl.

### Chartplatzierungen
| ChartsChartplatzierungen     | Höchstplatzierung | Wochen |
| ---------------------------- | ----------------- | ------ |
| Deutschland (GfK)            | 7 (13 Wo.)        | 13     |
| Österreich (Ö3)              | 9 (17 Wo.)        | 17     |
| Schweiz (IFPI)               | 15 (16 Wo.)       | 16     |
| Vereinigtes Königreich (OCC) | 13 (12 Wo.)       | 12     |

| ChartsJahrescharts (2002) | Platzierung |
| ------------------------- | ----------- |
| Deutschland (GfK)         | 96          |
| Schweiz (IFPI)            | 81          |

### Auszeichnungen für Musikverkäufe
| Land/Region       | Auszeichnungen für Musikverkäufe (Land/Region, Auszeichnung, Verkäufe) | Verkäufe |
| ----------------- | ---------------------------------------------------------------------- | -------- |
| Australien (ARIA) | Gold                                                                   | 35.000   |
| Insgesamt         | 1× Gold ·                                                              | 35.000   |

Hauptartikel: Britney Spears/Auszeichnungen für Musikverkäufe

## Weitere Coverversionen
- 1995 veröffentlichte Guildo Horn eine deutsche Coverversion mit dem Titel Ich find Schlager toll; die Single erreichte Platz 96 der deutschen Charts.[27]
- In Flashdance - das Musical wird der Song als Shownummer verwendet. Die Figur der Tess singt das Stück zusammen mit dem Ensemble.
- Der US-amerikanische Rapper Eminem sampelte das Lied 2017 im Refrain seines Songs Remind Me vom Studioalbum Revival.
- Der britische Blogger LadBaby sang eine Coverversion mit dem Titel I Love Sausage Rolls (‚Ich liebe Wurstbrötchen‘), die der britische Weihnachts-Nummer-eins-Hit 2019 war.[28]